# Eaubonne
Eaubonne is een gemeente in het Franse departement Val-d'Oise (regio Île-de-France) en telt 22.882 inwoners (1999). De plaats maakt deel uit van het arrondissement Pontoise.

## Geografie
De oppervlakte van Eaubonne bedraagt 4,4 km², de bevolkingsdichtheid is 5200,5 inwoners per km².
De onderstaande kaart toont de ligging van Eaubonne met de belangrijkste infrastructuur en aangrenzende gemeenten.

## Demografie
Onderstaande figuur toont het verloop van het inwonertal (bron: INSEE-tellingen).

## Geboren in Eaubonne
- Stéphane Krafft (1979-2025), wielrenner